# Chad Coombes
Chad Coombes (nascut el 9 de setembre de 1983) és un futbolista neozelandès que actualment juga com a centrecampista pel Waitakere United del Campionat de Futbol de Nova Zelanda. Abans de fitxar pel Waitakere United, va jugar amb el Football Kingz, un equip de l'ara inexistent National Soccer League d'Austràlia, i amb l'Auckland City, un altre equip del Campionat de Futbol de Nova Zelanda.

## Trajectòria per club
Coombes va iniciar la seva carrera futbolística amb equips amateurs de nivell local com ara el Hamilton Wanderers, Melville United i North Shore United.
El Football Kingz, un club professional de la National Soccer League d'Austràlia (avui en dia inexistent), va fitxar-lo el 2003. Allí va jugar-hi tan sols 6 partits. L'Auckland City FC, després que estigués curtament amb el Central United, el fitxà en la temporada 2004-2005.
Uns anys després va participar en el Campionat del Món de Clubs de 2006, en què el club no impressionà a ningú guanyant zero partits i marcant zero gols. Tot i així, en l'edició del Campionat del Món de Clubs de 2009 Coombes marcà el segon gol en un partit contra l'Al Ahli dels Emirats Àrabs Units fent història per l'equip.
El setembre de 2010 Chad Coombes va fitxar pel Fleet Town FC, un equip de la Isthmian League Division One South anglesa. Va debutar pel club en un partit contra l'Eastbourne Town FC en què empataren 1 a 1.
A finals de 2012, després d'estar amb l'Auckland City durant la temporada 2011-12, Coombes fou transferit al Waitakere United, l'equip rival de l'Auckland City.

## Trajectòria internacional
Va debutar internacionalment amb Nova Zelanda el 3 de març de 2010 quan entrà com a substitut en un partit contra Mèxic. Va ser substituït per Craig Henderson. Nova Zelanda acabaria perdent el partit 2 a 0.

## Palmarès
- Lliga de Campions de l'OFC (4): 2005-06, 2008-09, 2010-11, 2011-12.
- Campionat de Futbol de Nova Zelanda (4): 2004-05, 2005-06, 2006-07, 2008-09.